# Filippo Parlatore
Filippo Parlatore (Palermo, 8 augustus 1816 – Florence, 9 september 1877) was een Italiaans medicus en botanicus uit het koninkrijk der Beide Siciliën. Vanaf 1842 was hij in het groothertogdom Toscane, later het koninkrijk Italië, hoogleraar botanica aan de universiteit van Florence, en dit tot zijn overlijden.
Er zijn 26 publicaties over botanica van hem bekend, voornamelijk over bloemen en pijnbomen.

## Levensloop
Parlatore studeerde geneeskunde aan de universiteit van Palermo. Na het behalen van het diploma en zijn activiteiten tijdens de choleraepidemie van 1837 stopte hij met de praktijk. Ook zijn bijbaan als assistent-professor anatomie gaf hij op; hij had er het netvlies bestudeerd. Hij wijdde zich voortaan volledig aan de studie van de flora op Sicilië. Zijn eerste publicatie was getiteld Flora panormitana of Bloemen in Palermo (1838). 
Vanaf 1840 maakte Parlatore studiereizen om zich te bekwamen in de botanica. Hij verbleef een tijd in Genève en Parijs. Hij werkte in Parijs samen met de Britse botanicus Philip Barker-Webb (1793-1854) en de Pruisische botanicus Alexander von Humboldt. Vervolgens reisde Parlatore door naar Engeland waar hij een rondreis maakte, doch enige tijd vertoefde hij in de Kew Gardens, ook genoemd Royal Botanic Gardens of Kew.
Parlatore nam deel aan het Derde Congres van Italiaanse natuurwetenschappers in Florence (1841). Volgend op zijn studiewerk ‘Sulla botanica in Italia’ pleitte Parlatore voor de oprichting van een nationaal-Italiaans herbarium in Florence. Dit voorstel werd uitgevoerd na goedkeuring van groothertog Leopold II van Toscane. Meer nog, de groothertog vroeg Parlatore in Florence te blijven (1842). Parlatore kreeg een leerstoel aan de universiteit van Florence, werd directeur botanica aan het museum voor natuurwetenschappen en directeur van de botanische tuin, alsook adviseur in het groothertogelijk herbarium. Meer dan dertig jaren bleef Parlatore in functie. 
In 1849 ging Parlatore op expeditie naar de Mont Blanc en de Grote Sint-Bernhardpas waar hij de flora observeerde. Dit deed hij eveneens in Lapland en Finland (1851). 
Regelmatig publiceerde Parlatore in de Giornale botanico Italiano, een tijdschrift dat hijzelf gesticht had. Zijn globale beschrijving van de botanische collecties van het museum voor natuurwetenschappen, Collections botaniques du musée royale de physique et d’histoire naturelle werd in het Frans gepubliceerd in Florence (1874). Zijn levenswerk was Flora Italiana, waarvan hij enkel de eerste vijf volumes uitgaf tussen 1848 en 1874; het behandelde de geschiedenis van de Italiaanse botanica.
Hij stond aan de wieg bij de stichting van de Società Botanica Italiana in 1888.
In de botanische nomenclatuur is de afkorting van zijn naam ‘Parl’. Het gaat om een zestigtal planten.